# Zafra (agricultura)

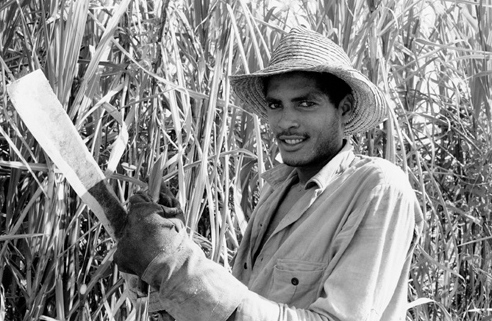
Un cortador de caña de azúcar en Cuba durante la zafra.

La zafra es la cosecha de finales de verano o principios de otoño; el término es común en países con influencia árabe o hispana.
En el Caribe, el término generalmente se refiere a la zafra de la caña de azúcar. Allí, la zafra se extiende de enero a mayo, mientras que en el Mediterráneo ocurre de septiembre a octubre. Sin embargo, en cada caso, la zafra está estrechamente ligada al ciclo de vida de la caña de azúcar. Debido a que en el Caribe la caña de azúcar está lista para la cosecha en una época del año diferente a la de España o el norte de África, el significado del término ha cambiado.
El término se hizo muy conocido internacionalmente durante la década de 1960 debido a su importancia en Cuba. Muchos simpatizantes del régimen de Fidel Castro visitaban Cuba durante la temporada de zafra para ayudar en la cosecha de la caña de azúcar, principal cultivo en la economía cubana. Durante varias décadas, el gobierno cubano hizo de La Gran Zafra una pieza central tanto de su política económica como de su campaña de relaciones internacionales. Cada año, el gobierno instaba a todos a ayudar a que la zafra fuera la más grande de la historia. A menudo se cerraban las escuelas y los residentes urbanos se trasladaban con frecuencia al campo para ayudar con la cosecha. En particular, el objetivo de alcanzar los 10 millones de toneladas de azúcar era tan común en la propaganda cubana como lo eran las disculpas y explicaciones de por qué no se alcanzó el objetivo (Pollitt). La movilización nacional de la zafra de 1970 y sus consecuencias inmediatas es el contexto histórico principal de la autobiografía Dancing with Cuba: A Memoir of the Revolution (2004) de la periodista Alma Guillermoprieto.

## Etimología
Los lingüistas coinciden en que el término zafra ingresó al idioma español desde el árabe, pero existe cierto desacuerdo sobre los orígenes precisos del término. Algunos creen que proviene de zāfar o zafariya 'tiempo de cosecha', mientras que otros creen que el término deriva de saʼifah 'tiempo de recolección'.